# Giant Sand
Giant Sand, anciennement The Giant Sandworms, est un groupe de rock américain, originaire de Tucson, en Arizona. Los Angeles a longtemps été le repaire du groupe.

## Biographie
Conduit par l'omniprésent chanteur-parolier-guitariste-pianiste Howe Gelb, les membres du groupe ont souvent changé au cours du temps et à chaque nouvel album. La batterie et la basse ont longtemps été assurées par John Convertino et Joey Burns, qui finissent par former le groupe Calexico. Aux claviers officie Chris Cacavas (de Green on Red), à la basse Paula Jean Brown (épouse de Gelb dans le même temps), et à la batterie Tom Larkins (plus tard associé à Jonathan Richman). Parmi les musiciens invités on relève les noms de Victoria Williams, Neko Case, Juliana Hatfield, PJ Harvey, Vic Chesnutt, Steve Wynn, Vicki Peterson, Rainer Ptacek, quasiment tous les membres de Poi Dog Pondering et des petites contributions de la fille de Gelb et Brown, Indiosa Patsy Jean.
Tout comme les changements fréquents de musicien, la tonalité musicale des albums varie également, d'une guitare électrique à peine grattée – à la manière d'un des modèles de Gelb, Neil Young – à des passages s'inspirant quasiment du heavy metal, au sein parfois du même morceau. On retrouve aussi des envolées jazz inspirées par Thelonious Monk avec Gelb au piano, jouées avec le phrasé saccadé caractéristique de son œuvre.
En 2012, le groupe publie un nouvel album, Tucson, sous le nom de Giant Giant Sand.

## Discographie

### Giant Sand
- 1985 : Valley of Rain (Enigma Records)
- 1986 : Ballad of a Thin Line Man (Zippo)
- 1987 : Storm (Demon)
- 1988 : The Love Songs (Homestead)
- 1989 : Long Stem Rant (Homestead)
- 1990 : Swerve (Demon)
- 1991 : Ramp (Restless)
- 1992 : Center of the Universe (Restless)
- 1993 : Purge and Slouch (Brake Out)
- 1994 : Stromausfall (Return to Sender)
- 1994 : Glum (Imago)
- 1995 : Goods and Services (Brake Out)
- 1995 : Backyard Barbecue Broadcast (Koch)
- 1997 : Official Bootleg Series Volume 1: Build Your Own Night It's Easy (¡Epiphany!)
- 2000 : Chore of Enchantment (Loose)
- 2000 : Official Bootleg Series Volume 2: The Rock Opera Years (OW OM Finished Recorded Products)
- 2001 : Official Bootleg Series Volume 3: Unsungglum (OW OM Finished Recorded Products)
- 2001 : Selections Circa 1990-2000 (V2 Records Benelux)
- 2002 : Cover Magazine (Thrill Jockey)
- 2002 : Infiltration of Dreams (Mucchio Extra)
- 2003 : Official Bootleg Series Volume 4: Too Many Spare Parts in the Yard Too Close at Hand (OW OM Recorded Products)
- 2004 : Is All Over the Map (Thrill Jockey)
- 2008 : *proVISIONS* (Thrill Jockey)
- 2008 : Provisional Supplement (OW OM Recorded Products)
- 2010 : Blurry Blue Mountain (Fire)
- 2012 : Tucson ; a Country Rock Opera (Fire) (sous le nom Giant Giant Sand)
- 2015 : Heartbreak Pass (New West)

### Melted Wires
- 2010 : Melted Wires (auto-produit)

### Howe Gelb
- 2011 : Snarl Some Piano (Scatterland)

## Filmographie
- This Band Has No Members (2006), concert solo de Howe Gelb de sa tournée japonaise de 2005
- Looking For A Thrill: An Anthology Of Inspiration (2005), interview de Howe Gelb
- Drunken Bees (1996), documentaire sur Giant Sand réalisé par Marianne Dissard